# 松本利昭
松本 利昭（まつもと としあき、1924年12月11日 - 2004年6月22日）は、日本の詩人・作家。
兵庫県生まれ。本名・博。1954年少年写真新聞社を創業、詩を刊行するほか児童詩教育にも論陣を張る。60歳過ぎから歴史小説も発表し、木曾義仲については第一人者である。松本企業代表取締役、日本詩教育研究所所長。

## 著書
- 造花と漬物 詩集 少年写真新聞社 1959
- 歯の行列 第二詩集 少年写真新聞社 1959
- 風景ゼロ 詩集 パルム 1959
- あたらしい児童詩をもとめて 児童詩論集 あたらしい児童詩の開発 少年写真新聞社 1962
- こどもの欲望を掘りおこそう 児童詩論集 あたらしい児童詩の開発 少年写真新聞社 1962
- たのしい詩のかきかた「たいなあ方式」たいなあでかこう  少年写真新聞社 1964
- こどもの詩の探検 少年写真新聞社 1967
- こどもにポエジイをつかませよう こどもの詩と教育 少年写真新聞社 1967
- 生命の欲求をもえたたせよう こどもの詩と教育 少年写真新聞社 1967
- こどもの欲望を掘りおこそう こどもの詩と教育 少年写真新聞社 1967
- 児童詩の未来像 児童詩論集 少年写真新聞社 1973
- エッチっ子出現 ママも知らないこどもの性意識 久保書店 1974
- オカルトな子どもたち 悪魔・心霊・四次元・超予元 久保書店 1974
- 春日局 1－3 光文社文庫 1988
- 巴御前 1－3 光文社文庫 1989-1990
- 信長の女 光文社文庫 1991.9
- 悟空太閤記 広済堂文庫 1991
- 虚器南北朝 光文社文庫 1991.3
- 芭蕉「越のほそ道」 毎日新聞社 1993.10
- 木曽義仲 光文社文庫 1993.9
- 松本利昭詩全集 全6巻 platinum corporation 1997-1998